# کریستین گروتان
کریستین گروتان (دانمارکی: Christian Grøthan; ۱۸ نوامبر ۱۸۹۰ – ۶ آوریل ۱۹۵۱) بازیکن فوتبال اهل دانمارک بود.